# Sueño de amor (canción)
«Sueño de amor» es una canción interpretada por la actriz y cantante argentina Laura Esquivel, escrita por Carlos Nilsony Mario Schajrispara la telenovela argentina Patito feo y publicada como sencillo del álbum homónimo.

## Información
El tema «Sueño de amor» fue interpretado por primera vez por Laura Esquivel para el álbum de la primera temporada Patito Feo: La historia más linda, publicado el 16 de abril del 2007. Posteriormente fue regrabada una versión a dueto con la cantante mexicana Belinda, para el segundo disco de la telenovela llamado Patito Feo en el Teatro, publicado el 6 de noviembre de ese mismo año. Además, la versión a dueto fue interpretada dentro de la trama de la telenovela, en la que Belinda fue la invitada especial.

## Posicionamientos
| Lista (2010)                  | Posición |
| ----------------------------- | -------- |
| iTunes Italia Música Latina   | 66       |
| iTunes Italia Música Infantil | 19       |